# 438 (szám)
A 438 (római számmal: CDXXXVIII) egy természetes szám, szfenikus szám, a 2, a 3 és a 73 szorzata.

## A szám a matematikában
A tízes számrendszerbeli 438-as a kettes számrendszerben 110110110, a nyolcas számrendszerben 666, a tizenhatos számrendszerben 1B6 alakban írható fel.
A 438 páros szám, összetett szám, azon belül szfenikus szám, kanonikus alakban a 21 · 31 · 731 szorzattal, normálalakban a 4,38 · 102 szorzattal írható fel. Nyolc osztója van a természetes számok halmazán, ezek növekvő sorrendben: 1, 2, 3, 6, 73, 146, 219 és 438.
A 438 négyzete 191 844, köbe 84 027 672, négyzetgyöke 20,92845, köbgyöke 7,59436, reciproka 0,0022831. A 438 egység sugarú kör kerülete 2752,03516 egység, területe 602 695,70104 területegység; a 438 egység sugarú gömb térfogata 351 974 289,4 térfogategység.